# طناب پشتی
پُشت‌مازه یا طناب پشتی یا نوتوکورد (notochord) طناب استوانه‌ای‌شکلی است که در بدن جنین تمام جانوران شاخه طنابداران (مازه‌داران) دیده می‌شود. این طناب کوچک عصبی توخالی روی طرف پشتی جنین قرار دارد و محور طولی جنین را مشخص می‌کند و به مغز ختم می‌شود.
پشت‌مازه به شکل میله باریک ژلاتینی در بافت همبند سفتی جای گرفته است و به صورت استخوان‌بندی در سراسر عمر باقی می‌ماند.
پشت‌مازه متشکل از یاخته‌هایی است که از میان‌پوست مشتق شده‌اند؛ علاوه بر نقش ساختمانی و پشتیبانی در القای بافت‌های مجاور خود و تمایز آنها مانند لوله عصبی، سومایت‌ها و آندودرم نقش دارد.
پشت‌مازه از صفحات پهن‌شده‌ای تشکیل شده‌است که شامل سلوم‌های بزرگ است. این سلوم ترشحات ژلاتینی تولید می‌کنند که همانند غلافی در اطراف این سلوم‌ها قرار می‌گیرند و پشت‌مازه حالت مقاوم پیدا می‌کند. به این ترتیب پشت‌مازه به صورت میله باریک، انعطاف‌پذیر، نرم و مقاومی است که در قسمت پشتی جانور کشیده شده و شکل ابتدایی ستون فقرات را ایجاد می‌کند.
پشت‌مازه در مهره‌داران جای خود را به ستون فقرات غضروفی یا استخوانی می‌دهد.